# Sensualizm

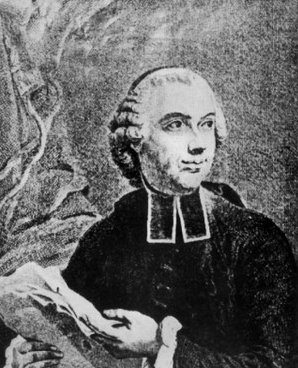
Etienne de Condillac – przedstawiciel skrajnego sensualizmu

Sensualizm (z łac. sensus – zmysł) – pogląd filozoficzny oraz psychologiczny głoszący, że wszelka wiedza pochodzi od wrażeń zmysłowych (poznanie odbywa się poprzez przeprowadzanie logicznych doświadczeń) i jest tylko bardziej lub mniej złożonym kompleksem spostrzeżeń. Jest odmianą empiryzmu. W starożytności sensualizm głosili Arystoteles, sofiści, epikurejczycy, cynicy i stoicy. W czasach nowożytnych między innymi Étienne de Condillac, David Hume, Herbert Spencer. Echa sensualizmu, choć w mocno przetworzonej postaci są też obecnie w fenomenologii.

## Sensualizm a empiryzm
Choć te dwa poglądy pod wieloma względami są zbieżne, nie można uznać ich za tożsame. Angielski filozof John Locke (1632–1704) twierdził, iż „nie ma niczego w umyśle, co nie istniałoby w zmysłach”, nie uważa się go jednak za sensualistę. Wynika to z faktu, iż Locke za źródło poznania uważał nie jedynie zmysły zewnętrzne, jak wzrok czy smak, ale także refleksję, którą czasem nazywał „zmysłem wewnętrznym”. Refleksja była zatem według niego odrębnym, równorzędnym zmysłem doświadczenia, co czyniło go empirystą, lecz już nie sensualistą.